# Бережанка (Хмельницкий район)
Бережа́нка (укр. Бережанка) — село в Хмельницком районе Хмельницкой области Украины.
Население по переписи 2001 года составляло 455 человек. Почтовый индекс — 31332. Телефонный код — 382. Занимает площадь 1,62 км². Код КОАТУУ — 6825086002.

## История
В 1946 г. указом ПВС УССР село Войтовцы переименовано в Бережанку.

## Местный совет
31332, Хмельницкая обл., Хмельницкий р-н, с. Педосы, ул. Центральная, 10

## Галерея
- Братская могила советских воинов, погибших в Великой Отечественной войне
- На улице села
- Школа